# Jakjeon (métro d'Incheon)
Jakjeon (hangeul : 작전 ; hanja : 鵲田) est une station de passage de la ligne 1 du métro d'Incheon. Elle est située au 73 Gyeyang-daero, dans l'arrondissement de Gyeyang-gu dans la ville d'Incheon, à l'ouest de Séoul, en Corée du Sud.
Ouverte en 1999, elle est desservie par les rames omnibus qui circulent sur la ligne. Depuis 2010 la billetterie est fondue dans celle du métro de Séoul.

## Situation sur le réseau

Plan du réseau du métro de Séoul (2023)

La station de souterraine Jakjeon est une station de passage de la ligne 1 du métro d'Incheon : elle est située entre la station Université nationale de pédagogie de Gyeongin, en direction de Gyeyang le terminus nord de la ligne, et la station Galsan, en direction du terminus sud Songdo Moonlight Festival Park.

## Histoire
La station Jakjeon est mise en service le 6 octobre 1999, lors de l'ouverture à l'exploitation de la section, de Dongmak à  Bakchon.
Avant 2010, le métro d'Icheon disposait de son propre système de billetterie, depuis il est intégré dans le système du métro de Séoul. Cette fusion est aussi visible sur les plans du métro de Séoul qui incluent maintenant le métro d'Incheon.

## Services aux voyageurs

### Accès et accueil
La station souterraine est située au 73 Gyeyang-daero, elle dispose de huit bouches. Comme toutes les stations de la ligne, elle est équipée d'automates pour l'achat de titres de transports valables sur l'ensemble du réseau du métro de Séoul.

### Desserte
Jakjeon est desservie par les rames omnibus qui circulent sur la ligne 1 du métro d'incheon. Elle dispose de deux voies encadrées par deux quais.

Installations
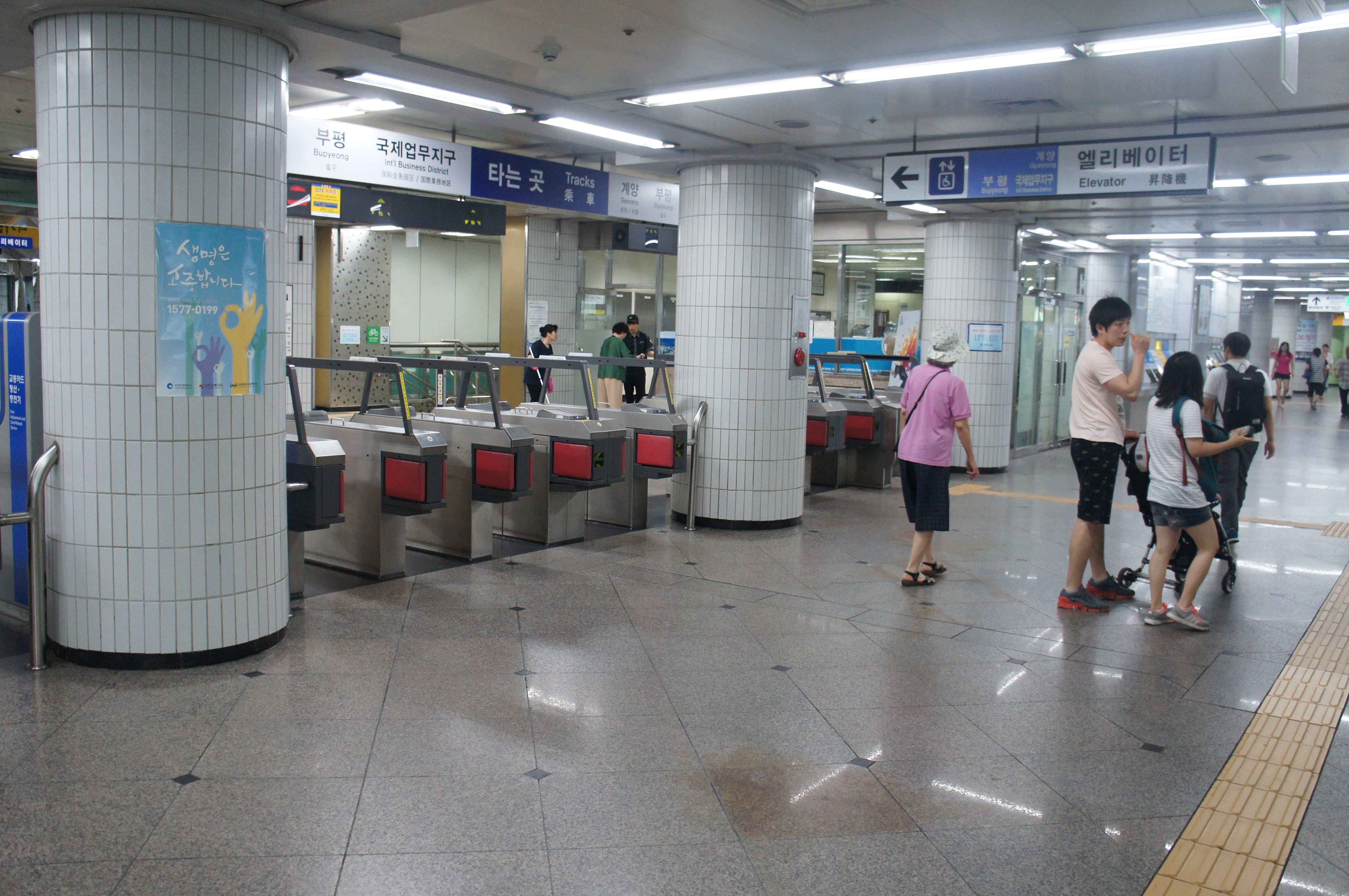
En 2013.
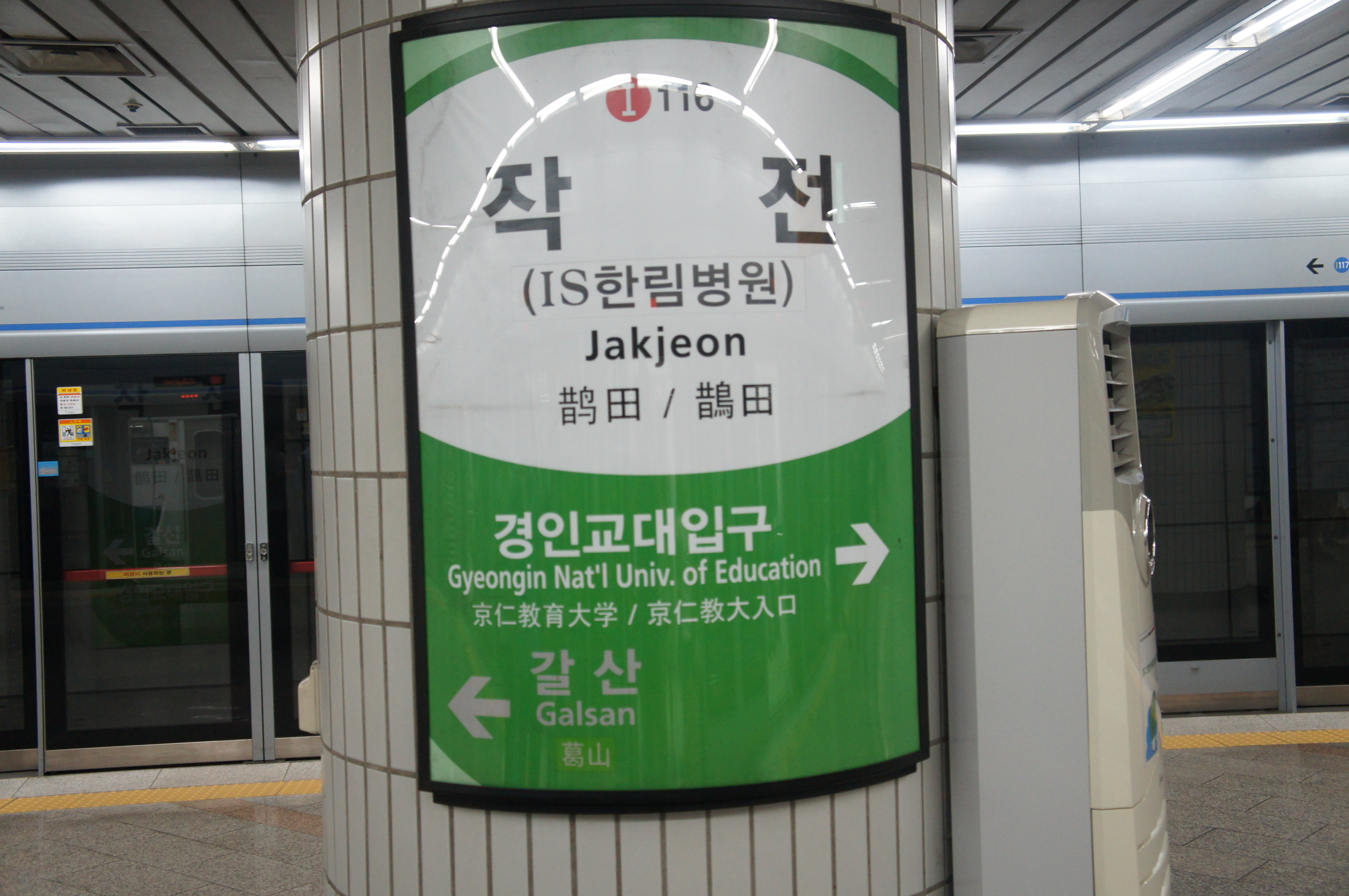
En 2013.
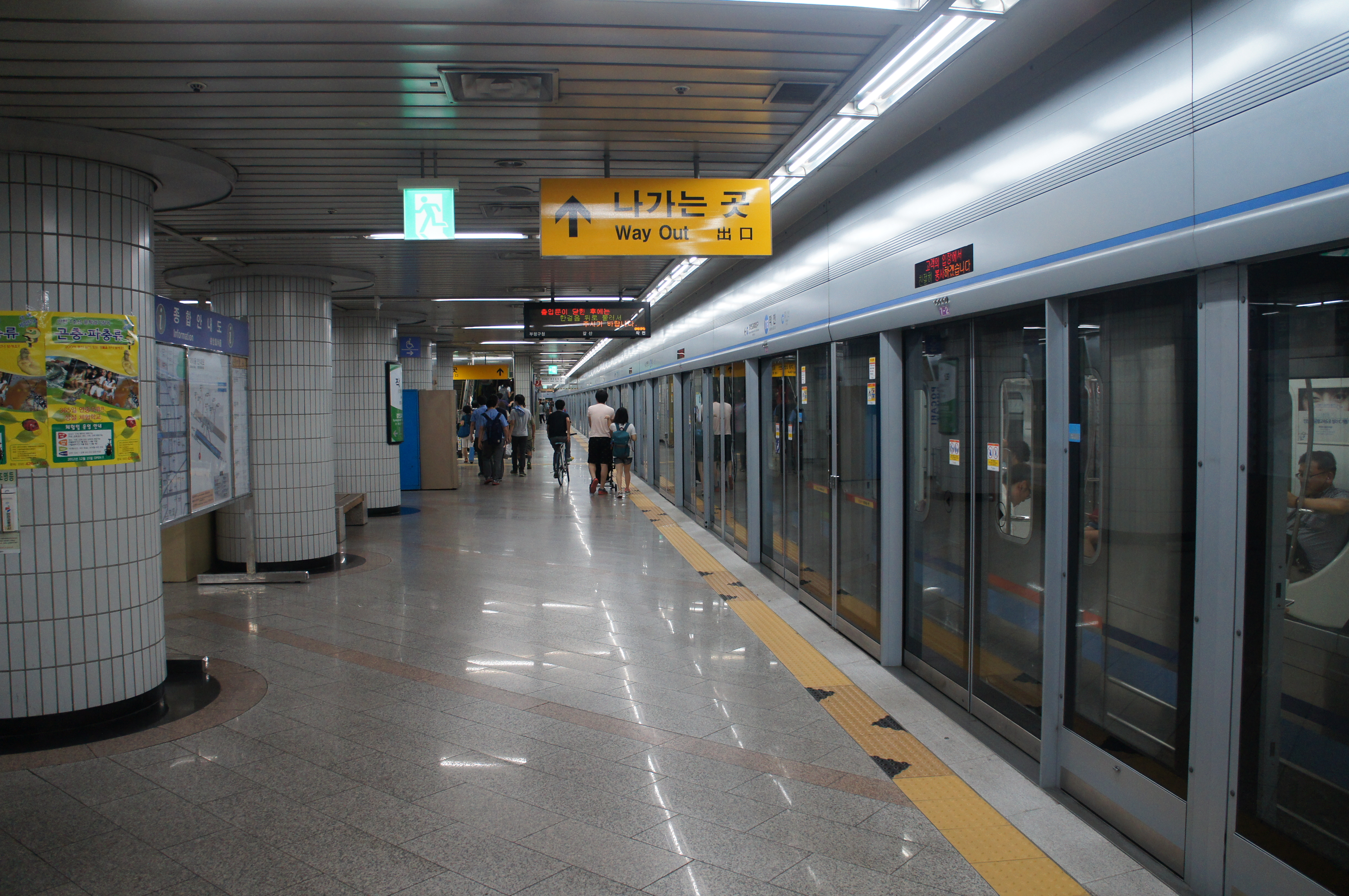
En 2013.

### Intermodalité
Des arrêts de bus sont établis à proximité des bouches de la station.